# Yuba City (Kalifornija)
Yuba City je grad u američkoj saveznoj državi Kalifornija. Prema popisu stanovništva iz 2010. u njemu je živjelo 64.925 stanovnika.